# حارة الحدبة (صنعاء)
حارة الحدبة هي إحدى حارات حي السواد بضواحي الأمانة مديرية سنحان وبني بهلول، بلغ تعداد سكانها 341 نسمة حسب تعداد اليمن لعام 2004.